# 三田愛
三田 愛（みた あい、1983年11月26日 - ）は、日本の元AV女優・元お菓子系アイドル。
東京都出身。身長:156cm。スリーサイズ:B80・W56・H80。血液型:A型。趣味はショッピング、特技はスポーツ。

## 略歴
雑誌『クリーム』でグラビアデビューし、お菓子系アイドルとして活動。2002年9月にh.m.pの「処女宮」シリーズでAVデビューした。

## 出演作品

### アダルトビデオ
2002年
- 処女宮 三田愛 DVDスペシャルエディション（9月25日、h.m.p）

2003年
- 官能姫 犯したい…。（1月21日、h.m.p）
- Lovers（3月21日、h.m.p）
- Stage（4月21日、ビデオバンク）
- 三田愛SPECIAL Peach Pictures（5月2日、桃太郎映像出版）
- 三田愛SPECIAL 体感ファックif...愛のLOVE◆みんなあげちゃう◆（5月2日、桃太郎映像出版）
- 三田愛SPECIAL 痴憾（5月2日、桃太郎映像出版）
- 三田愛SPECIAL 超高級宅配女子校生（5月2日、桃太郎映像出版）
- 太陽とわたし（5月26日、桃太郎映像出版）
- インタラクティブ口全ワイセツ 4（6月21日、h.m.p）
- ビージーン19（7月4日、桃太郎映像出版）
- 三田愛SPECIAL Finale（10月24日、桃太郎映像出版）

2004年
- THE LOVE STORIES（8月20日、桃太郎映像出版）

2009年
- あのアイドルがスーパーリマスターREMIXで甦る [三田愛]（1月1日、h.m.p）
- まるごと三田愛デラックス（9月19日、桃太郎映像出版）

## 書籍

### 写真集
- 三田愛写真集 ai （2002年7月15日、ワイレア出版） - 撮影:馬場ひろし
- POP LIFE （2002年9月、英知出版） - 撮影:田村浩章